# Nonhigny
Nonhigny ist eine französische Gemeinde mit 134 Einwohnern (Stand 1. Januar 2022) im Département Meurthe-et-Moselle in der Region Grand Est (vor 2016 Lothringen). Sie gehört zum Arrondissement Lunéville und zum Kanton Baccarat.

## Geografie
Die Gemeinde liegt etwa 54 Kilometer südöstlich von Nancy im Südosten des Départements Meurthe-et-Moselle. Die Gemeinde besteht aus dem Ort Nonhigny sowie wenigen Einzelgehöften. Das Waldgebiet la Grande Haie bedeckt weite Flächen im Osten der Gemeinde. Nachbargemeinden sind Harbouey im Norden und Nordosten, Parux im Osten, Montreux im Süden sowie Halloville im Westen.

## Geschichte
Die heutige Gemeinde wurde bereits 880 indirekt (Capella de Nohennes) unter dem Namen Nohennes in einem Dokument erstmals erwähnt. Nonhigny gehörte zur Vogtei Lunéville und somit zum Herzogtum Lothringen, das 1766 an Frankreich fiel. Bis zur Französischen Revolution lag die Gemeinde dann im Grand-gouvernement de Lorraine-et-Barrois. In den beiden Weltkriegen kam es zu Zerstörungen. Von 1793 bis 1801 war die Gemeinde dem Distrikt Blâmont zugeteilt. Nonhigny wechselte mehrfach die Zuteilung zu Arrondissements und Kantonen. Von 1793 bis 1801 war sie Teil des Kantons Cirey. Danach war sie von 1801 bis 1821 Teil des Kantons Lorquin und anschließend bis 2015 in den Kanton Blâmont eingegliedert. Seither ist sie Teil des Kantons Baccarat. Von 1801 bis 1821 war Nonhigny dem Arrondissement Sarrebourg zugewiesen und ist seither dem Arrondissement Lunéville zugeordnet. Die Gemeinde lag bis 1871 im alten Département Meurthe. 

## Bevölkerungsentwicklung
| Jahr                       | 1962 | 1968 | 1975 | 1982 | 1990 | 1999 | 2007 | 2019 |
| Einwohner                  | 170  | 157  | 150  | 123  | 104  | 99   | 106  | 127  |
| Quellen: Cassini und INSEE |      |      |      |      |      |      |      |      |

## Verkehr
Nonhigny liegt weitab von überregionalen Verkehrsverbindungen. Mehrere Kilometer entfernt führen nördlich die N4 und südlich die N59 vorbei. Die nächstgelegenen Anschlüsse sind in Blâmont (N4) beziehungsweise Baccarat und Raon-l’Étape (N59). Für den regionalen Verkehr ist die D20 wichtig, die durch das Dorf führt.

## Sehenswürdigkeiten
- Dorfkirche Saint-Martin; nach dem Ersten Weltkrieg wiederaufgebaut
- mehrere Dorfbrunnen
- Wegkreuz aus dem 19. Jahrhundert an der Südgrenze der Gemeinde westlich der D20
- zwei Gedenkplatten für die Gefallenen an der Wand des Rathauses[1]

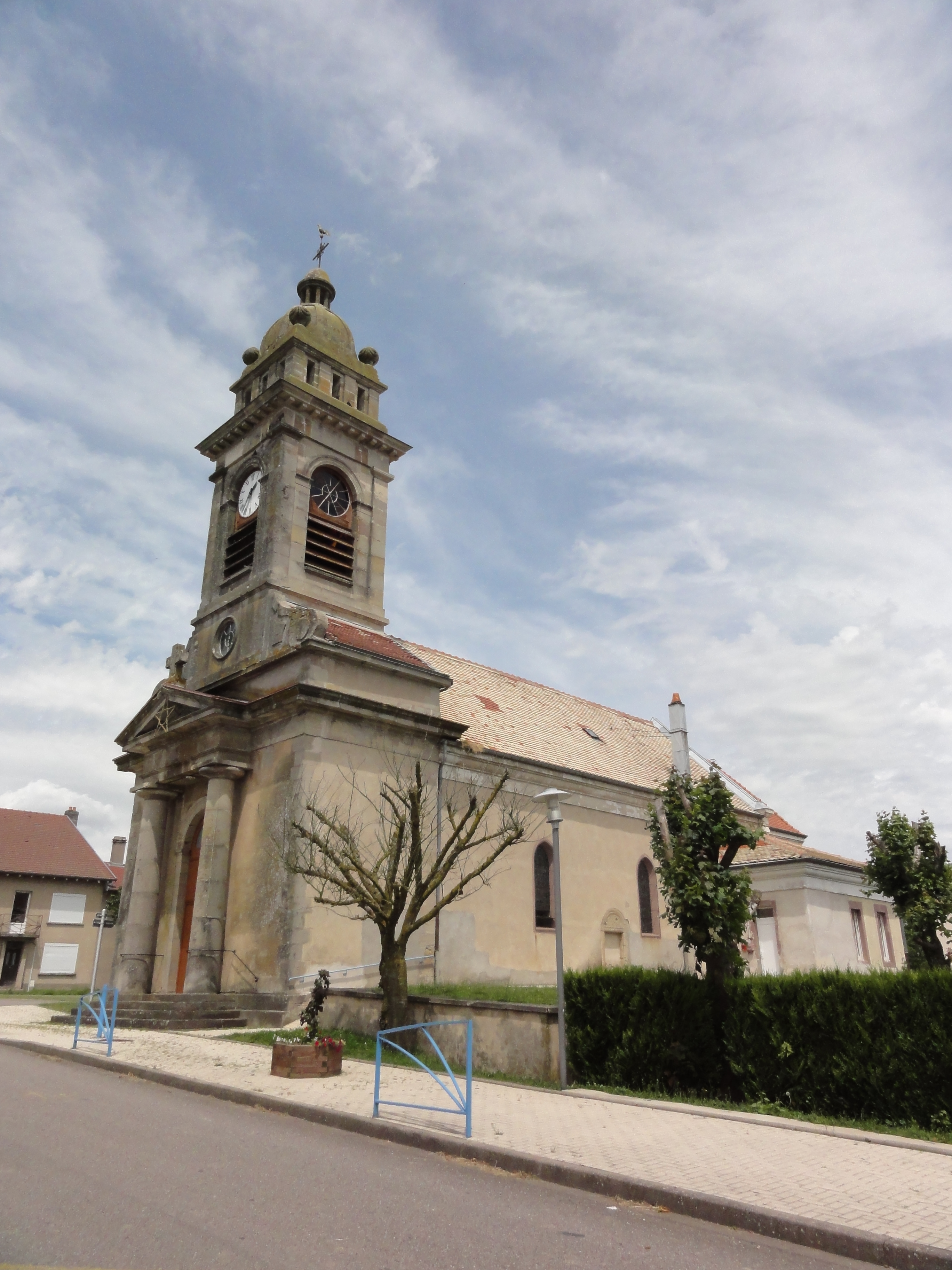
Dorfkirche Saint-Martin
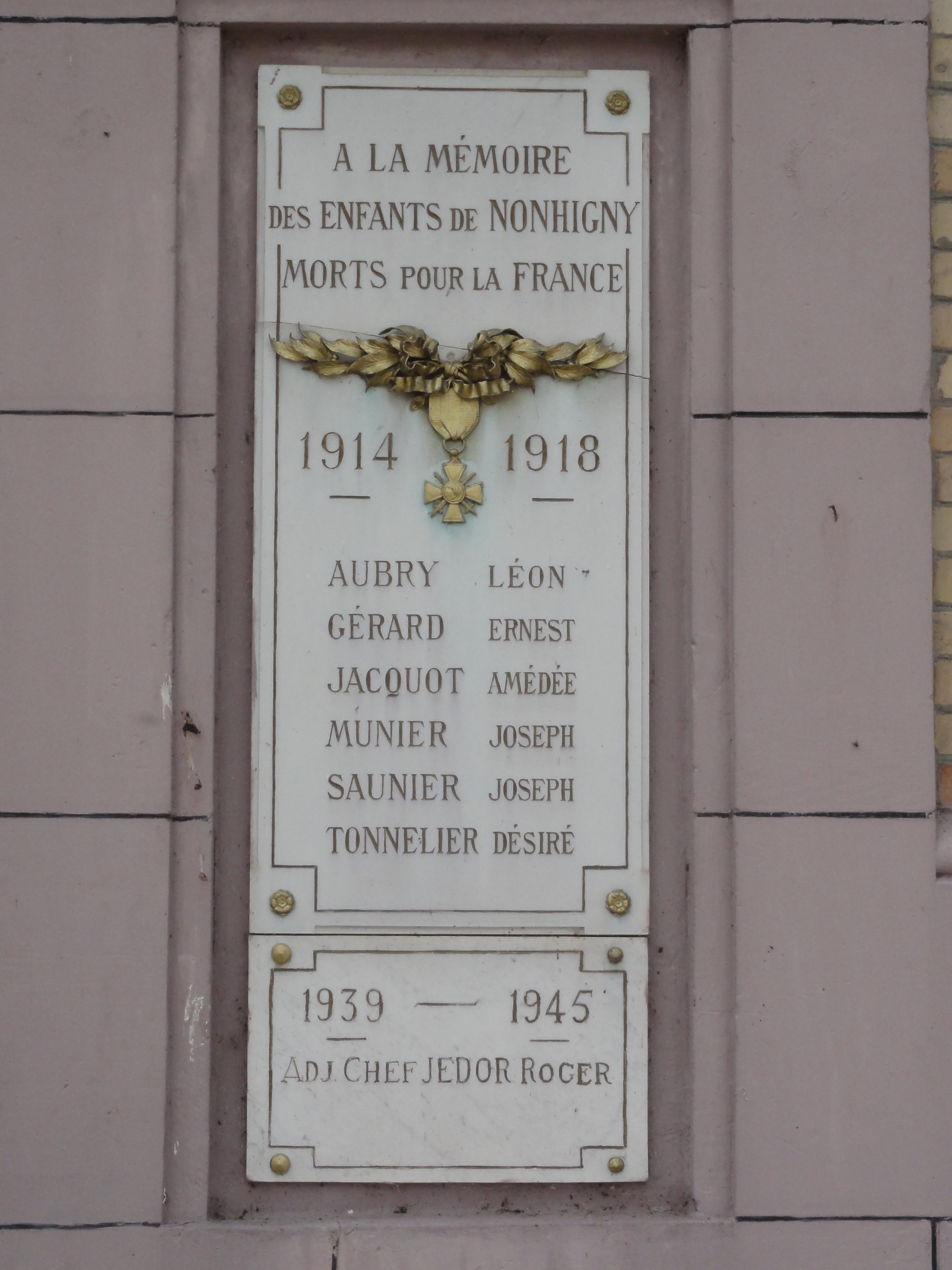
Eine der beiden Gedenkplatten
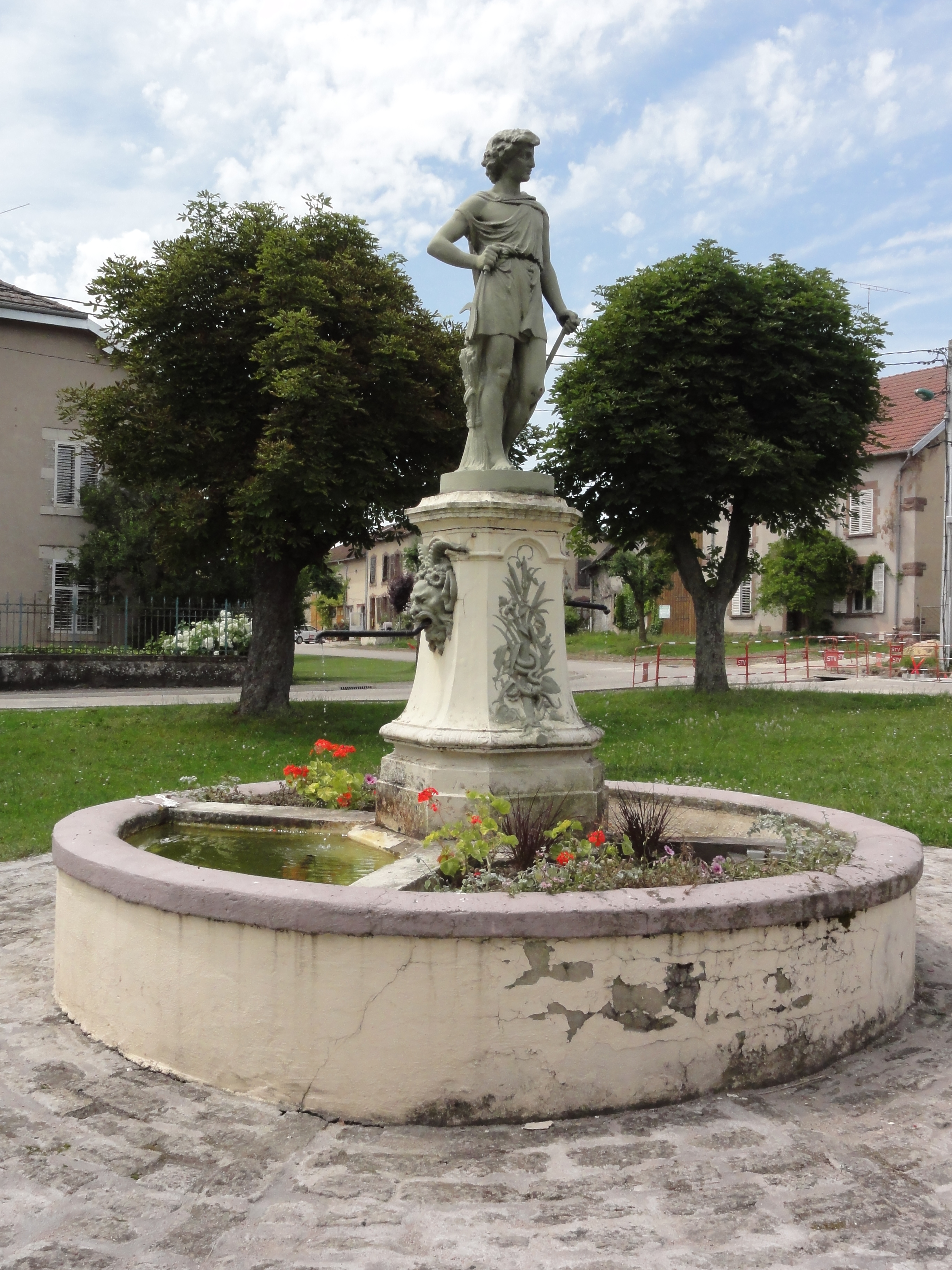
Dorfbrunnen mit Statue
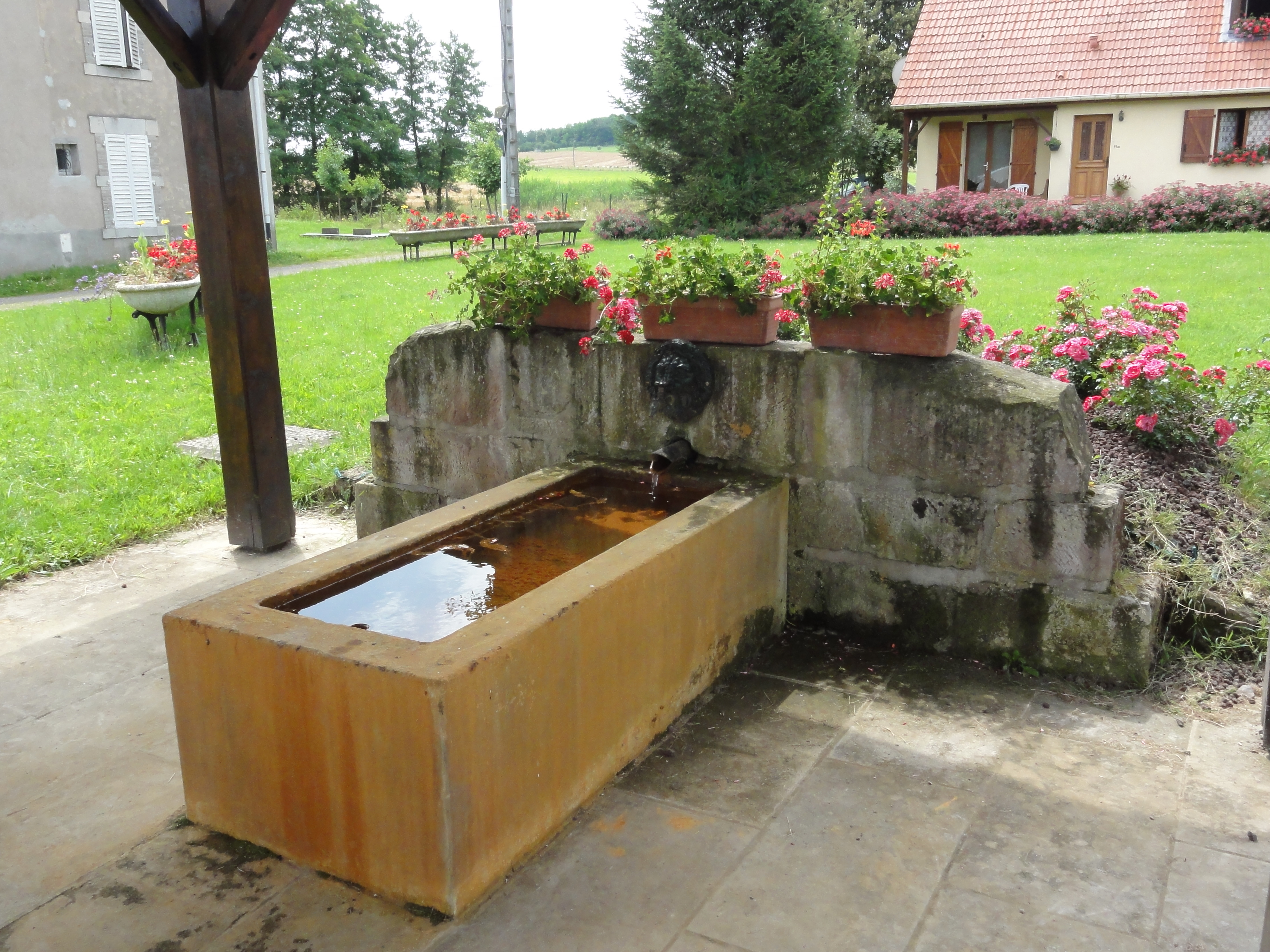
Dorfbrunnen mit Blumenschmuck
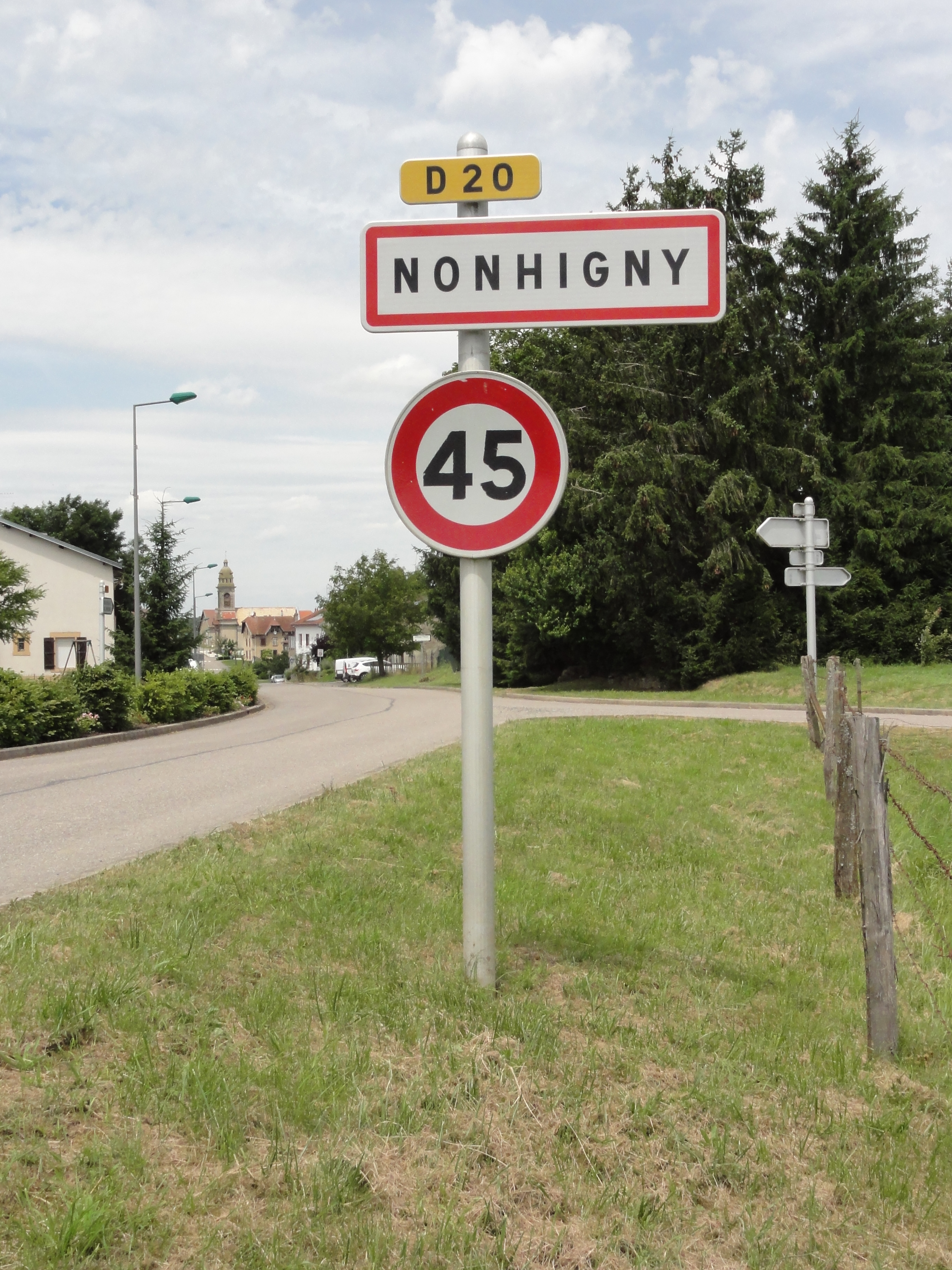
Teilansicht der Gemeinde